# Museo Metropolitano de Arte Teien de Tokio
El Museo Metropolitano de Arte Teien de Tokio (東京都庭園美術館 Tōkyō-to Teien Bijutsukan?) es un museo de arte situado en Tokio (Japón). El museo se encuentra en el barrio especial de Minato, justo al este de la estación de Meguro. El edificio, de estilo art déco, fue completado en 1933 y cuenta con espacios interiores diseñados por Henri Rapin y trabajos decorativos en vidrio de René Lalique.

## Historia

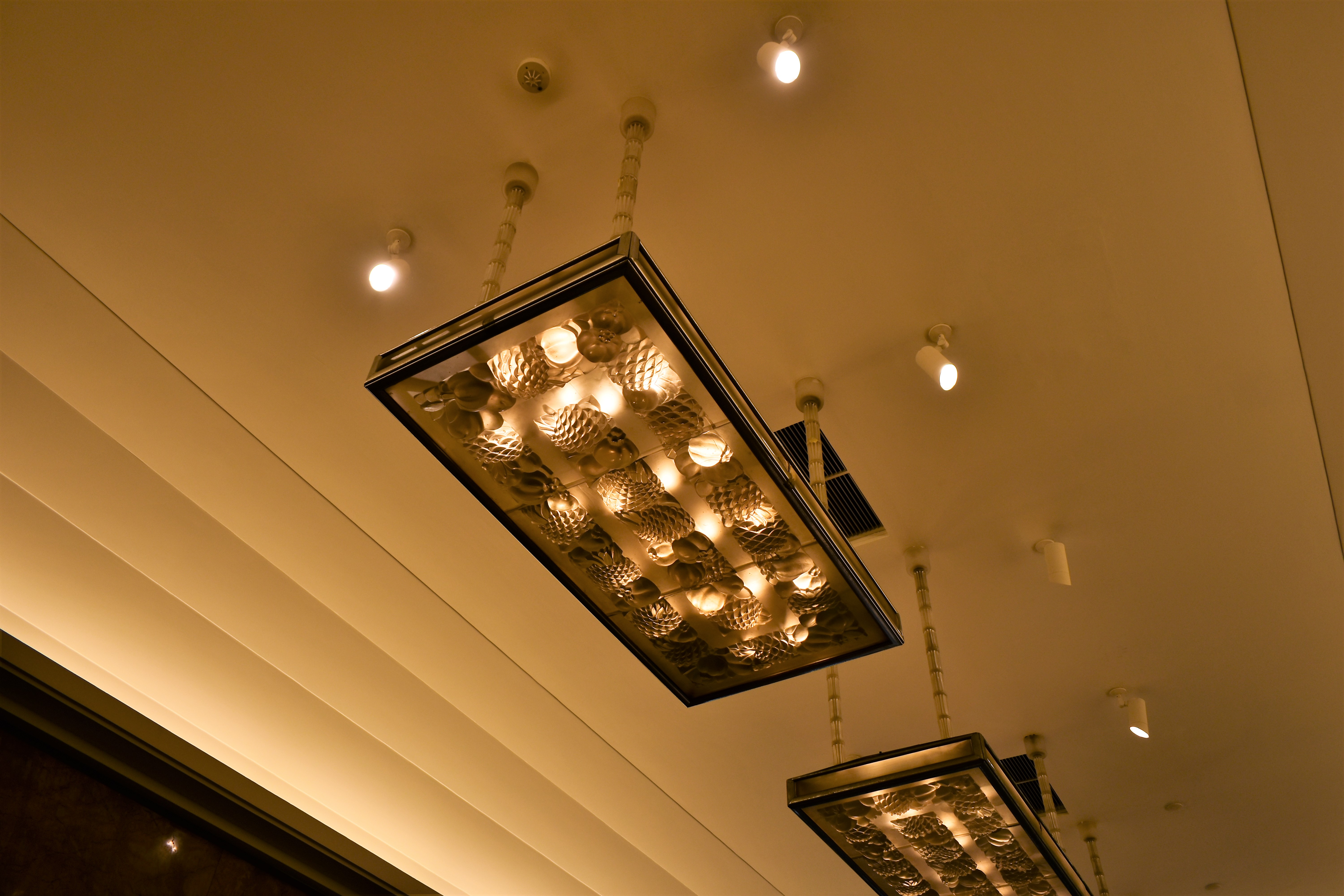
Una luminaria diseñada por René Lalique en el comedor principal.

Inicialmente, desde 1933 hasta 1947, el edificio del Museo Metropolitano de Arte Teien de Tokio fue la residencia del príncipe Yasuhiko Asaka y su familia. El príncipe, que estudió en la Escuela Especial Militar de Saint-Cyr de Francia y viajó a los Estados Unidos en 1925, se enamoró profundamente del movimiento art déco. Tras su regreso a Japón, encargó que se construyera su residencia privada en este estilo. Aunque muchos espacios interiores fueron construidos de acuerdo con los planos elaborados por Henri Rapin, el arquitecto principal del edificio fue Gondo Yukichi de la Oficina de Obras del Ministerio de la Casa Imperial.
Tras la Segunda Guerra Mundial, el edificio sirvió como la residencia oficial del primer ministro de Japón (1947–1950) y posteriormente como residencia para las visitas de Estado (1950–1974). El edificio abrió sus puertas al público como museo por primera vez en 1983. Es uno de los numerosos museos de Japón que cuentan con el apoyo del Gobierno de una prefectura. Teien significa jardín japonés, y el museo se llama así porque está rodeado por un jardín con esculturas.

## Instalaciones actuales
Tras ser sometido a una profunda renovación en 2013, el museo fue reinaugurado en noviembre de 2014. Durante esta renovación se construyó un nuevo anexo al museo, diseñado en colaboración con Hiroshi Sugimoto, que contiene modernos espacios de exposición, una cafetería y la tienda del museo.